# San Giuseppe Jato
San Giuseppe Jato – miejscowość i gmina we Włoszech, w regionie Sycylia, w prowincji Palermo.
Według danych na rok 2004 gminę zamieszkiwało 8349 osób, 287,9 os./km².